# راي دوني
راي دوني (بالإنجليزية: Ray Downie)‏ هو لاعب دوري الرغبي أسترالي، ولد في 6 أغسطس 1957.